# Max és a lovagocskák
A Max és a lovagocskák (eredeti címen: Max and the Midknights) 2024-től futó amerikai 3D-s számítógépes animációs fantasy vígjátéksorozat, amelyet Sharon Flynn és David Skelly alkotott.
A sorozat 2024. június 9-én debütált a Nicktoons hivatalos YouTube csatornáján. A televíziós premierje az Amerikai Egyesült Államokban 2024. október 30-án történt meg a Nickelodeonon, míg Magyarországon 2024. október 14-én szintén a Nickelodeon mutatta be.

## Cselekmény
Max egy elszánt 10 éves kislány, aki lovaggá válásról szőtt álmát követi. Barátaival egy epikus kalandra indulnak a fantasztikus középkori királyságban, Byjoviában. A középkorban nagy ötletekkel rendelkező kislányként Max szembeszáll a fennálló állapottal, harcol az igazságért és mindenkit, akivel találkozik, inspirál a bátor és rettenthetetlen vezetői képességével. Max és a lovagocskák nemcsak kardforgató zombikkal harcolnak, párbajoznak egy gonosz varázslónővel és megszelídítenek egy tűzokádó sárkányt, hanem rengeteget szórakoznak, tartós barátságot kötnek, és arra ösztönzik egymást, hogy önmaguk bátrabb és merészebb változatai legyenek. Az okos, kedves és komolyan pimasz Max mindig kész kezet – vagy kardot – nyújtani, ha valakinek segítségre van szüksége.

## Szereplők
| Szereplő      | Eredeti hang          | Magyar hang     |
| ------------- | --------------------- | --------------- |
| Max           | Blu del Barrio        | Györfi Laura    |
| Budrick bácsi | Jeremy Rowley         | Seder Gábor     |
| Kevyn         | Caleb Yen             | Penke Bence     |
| Millie        | Melissa Villaseñor    | Kántor Kitty    |
| Simon         | Zeno Robinson         | Berkes Bence    |
| Galád király  | Brian Stepanek        | Dányi Krisztián |
| NemMerlin     | Gary Anthony Williams | Csuha Lajos     |
| Fendra        | India de Beaufort     | Náray Erika     |

### Magyar változat
- Főcím: Hám-Kereki Anna
- Főcímdal: Fekete Linda
- Magyar szöveg: Csigás Tünde
- Dalszöveg: Janicsák István
- Zenei rendező: Sárközi Anita
- Szinkronrendező: Gaál Erika
- További magyar hangok: Orbán Gábor, Albert Péter, Beratin Gábor, Erdős Borcsa

A szinkront a Labor Film Szinkronstúdió készítette.

## Epizódok
| #   | Eredeti cím              | Magyar cím              | Író                                                       | Eredeti premier    | Magyar premier    | Magyar premier     | Gyártási kód |                      |              |                                                           |                   |                  |     |
| --- | ------------------------ | ----------------------- | --------------------------------------------------------- | ------------------ | ----------------- | ------------------ | ------------ | -------------------- | ------------ | --------------------------------------------------------- | ----------------- | ---------------- | --- |
| #   | Eredeti cím              | Magyar cím              | Író                                                       | Eredeti premier    | 1.                | Welcome to Byjovia | Gyártási kód | Üdvözlünk Ajvégiában | Sharon Flynn | 2024. június 9. (YouTube) 2024. október 30. (Nickelodeon) | 2024. október 14. | 2025. január 20. | 101 |
| 2.  | Meet the Midknights      | Íme, a lovagocskák!     | 2024. július 7. (YouTube) 2024. november 6. (Nickelodeon) | 2024. október 15.  | 2025. január 21.  | 102                |              |                      | Sharon Flynn |                                                           |                   |                  |     |
| 3.  | A Midknight Run          | Éjszakai rohanás        | Gavin Laing                                               | 2024. november 13. | 2024. október 16. | 2025. január 22.   | 103          |                      |              |                                                           |                   |                  |     |
| 4.  | Don't Lose Your Head     | Ne veszítsd el a fejed! | Alec Schwimmer                                            | 2024. november 20. | 2024. október 17. | 2025. január 23.   | 104          |                      |              |                                                           |                   |                  |     |
| 5.  | Escape from Byjovia      | Menekülés Ajvégiából    | Lindsay Katai                                             | 2024. november 27. | 2024. október 18. | 2025. január 24.   | 105          |                      |              |                                                           |                   |                  |     |
| 6.  | For Whom the Troll Tolls | Akiért a harag troll... | Sharon Flynn                                              | 2024. december 4.  | 2024. október 21. | 2025. január 27.   | 106          |                      |              |                                                           |                   |                  |     |
| 7.  | The Road Not Taken       | A másik út              | Alec Schwimmer                                            | 2024. december 11. | 2024. október 22. | 2025. január 28.   | 107          |                      |              |                                                           |                   |                  |     |
| 8.  | The Trail of the Dead    | A holtak útja           | Gavin Laing                                               | 2025. január 1.    | Nem került adásba | 2025. január 29.   | 108          |                      |              |                                                           |                   |                  |     |
| 9.  | A Vial of Valor          | Egy fiola bátorság      | Lindsay Katai                                             | 2025. január 8.    | 2024. október 24. | 2025. január 30.   | 109          |                      |              |                                                           |                   |                  |     |
| 10. | An Uphill Battle         | Hegymenetben            | Alec Schwimmer                                            | 2025. január 15.   | 2024. október 25. | 2025. január 31.   | 110          |                      |              |                                                           |                   |                  |     |